# Francis Bogossian
Francis Bogossian é um engenheiro civil, professor universitário e empresário brasileiro, que atualmente ocupa os cargos de presidente do Clube de Engenharia, presidente da Academia Nacional de Engenharia (ANE), presidente do Instituto Brasileiro de Estudos Políticos (IBEP), presidente emérito do Conselho Consultivo da Associação das Empresas de Engenharia do Rio de Janeiro (AEERJ), e vice-presidente do Conselho Regional de Engenharia e Agronomia do Rio de Janeiro (CREA-RJ) e é cconhecido por seu compromisso com a engenharia e seu papel significativo no desenvolvimento de infraestrutura no Brasil.

## Vida Pessoal
Nascido em uma família de imigrantes armênios que fugiram do massacre turco de 1915, Francis construiu uma carreira marcante e influente no campo da engenharia civil e na educação. Francis é casado com a jornalista Hildegard Angel e tem um filho, João Pedro. Ele é conhecido por seu idealismo e pela defesa veemente da soberania brasileira.

## Formação e Início de Carreira
Francis formou-se em Engenharia Civil em 1965 pela antiga Escola Nacional de Engenharia da Universidade do Brasil. No ano seguinte à sua graduação, começou a carreira acadêmica como professor na Universidade Federal do Rio de Janeiro (UFRJ). Em 1972, ele se juntou à Universidade Privada Veiga de Almeida, onde foi Diretor da Escola de Engenharia, Decano do Centro de Tecnologia e Pró-Reitor de Desenvolvimento.

## Empreendedorismo
Em 1972, Francis fundou a Geomecânica S/A, uma empresa de engenharia que se tornou importante no cenário nacional. A empresa desempenhou um papel fundamental em grandes projetos de infraestrutura, incluindo a Ponte Rio-Niterói e o Metrô do Rio. Notavelmente, ele desenvolveu um método brasileiro para investigações geotécnicas em mar aberto, demonstrando inovação e compromisso com o avanço tecnológico.

## Liderança e Participação em Organizações
Francis Bogossian ocupou várias posições de liderança em organizações de engenharia. Ele foi presidente da Associação das Empresas de Engenharia do Rio de Janeiro (AEERJ) de 1996 a 2017 e atualmente é presidente emérito do Conselho Consultivo. Entre 2009 e 2015, ele presidiu o Clube de Engenharia e, em 2024, foi novamente eleito para essa posição.
Além disso, Francis é presidente da Academia Nacional de Engenharia (ANE) e do Instituto Brasileiro de Estudos Políticos (IBEP). Também tem papel ativo na Federação das Indústrias do Estado do Rio de Janeiro (FIRJAN) e na Associação Brasileira de Mecânica dos Solos e Engenharia Geotécnica (ABMS).

## Contribuições Acadêmicas
Ao longo de sua carreira, Francis dedicou-se ao ensino e à administração acadêmica. Ele lecionou na UFRJ e na Universidade Veiga de Almeida por várias décadas, influenciando gerações de engenheiros e promovendo avanços na metodologia de ensino em engenharia. Sua dedicação ao ensino culminou em sua eleição para a Academia Brasileira de Educação.

## Publicações e Reconhecimento
O legado de Francis foi reconhecido em uma publicação comemorativa pelos 50 anos de sua empresa, Geomecânica S/A, destacando suas contribuições como engenheiro, professor e líder. Além disso, ele contribuiu ativamente com artigos na mídia defendendo a importância da engenharia como “alavanca do desenvolvimento” nacional. 

## Condecorações
- Medalha do Mérito Industrial [10]
- Medalha André Rebouças [8]
- Medalha de Mérito Geográfico [14][15]
- Medalha do Mérito CONFEA/CREA [16]